# Масакр у Старом Грацком
Масакр у Старом Грацком (познато и као Убиство 14 српских жетелаца) десио се 23. јула 1999. када су припадници организације ОВК, у атару села Бујанце код Липљана, на Косову и Метохији, убили 14 Срба из суседног села Старо Грацко, који су жњели пшеницу на својим њивама. Иако се масакр десио у селу Бујанце, у јавности је познат као масакр у Старом Грацком јер су убијени Срби били из тог села. Ово је највећи злочин над Србима на Косову и Метохији, који се десио након рата у овој српској покрајини и доласка међународних мировних снага у јуну 1999. Починиоци овог злочина нису пронађени.

## Позадина
Рат на Косову и Метохији и НАТО бомбардовање СР Југославије, завршени су 10. јуна 1999. потписивањем Кумановског споразума и усвајањем Резолуције 1244 у Савету безбедности Уједињених нација. Након тога, Војска Југославије и Полиција Србије су се повукле са Косова и Метохије и место уступиле међународним мировним снагама (КФОР) и мисији Уједињених нација (УНМИК). Са Војском Југославије и Полицијом Србије, у централну Србију је избегло око 200.000 Срба у страху од албанског насиља. Село Старо Грацко са 300 становника, било је насељено Србима, изузев две албанске породице, али је било у потпуности окружено селима са искључиво албанским становништвом.

## Масакр
Према сведочењима Срба из Старог Грацка, тог дана око девет сати увече, када је требало да се жетеоци одавно врате са њива, породице су већ биле озбиљно забринуте и почеле су да зову штаб КФОР-а у Липљану. Они који су звали тврде да се на телефон јавио преводилац Албанац, те да је на њихове апеле одговорио како они не знају где је село, немају довољно возила и људства и не могу да дођу на интервенцију. Мештани су звали поново, такође без успеха, да би се онда одлучили да сами оду до Липљана и потраже помоћ директно од официра, прескачући оне који се јављају на телефон. У међувремену, причају мештани, један момак из села је сео у фићу и кренуо ка Бујанцу не би ли негде уз пут пресрео жетеоце. На нека два километра од села наишао је на трактор на коме је лежало беживотно мушко тело. Одмах се окренуо и кренуо назад. У међувремену је стигла и патрола КФОР-а која се упутила ка Бујанцу. После кратког времена у село је стигло још педесетак возила КФОР-а, тако да је тада већ свима било јасно да се у Бујанцу догодило нешто озбиљно. КФОР је сутрадан саопштио да су 23. јула 1999. у 21:13 британски војници КФОР-а су чули пуцњаву у атару села Старо Грацко и контактирали НАТО снаге које су изашле на лице места. Војници КФОР-а пронашли су тела тринаест Срба на њиви поред комбајна. Четрнаесто тело пронађено је поред трактора у близини. Када су њихова тела откривена објављено је да су жртве опкољене и убијене из заседе. Тела неких жртава била су унакажена тупим предметима. Убијени су Милован Јовановић, Јовица и Раде Живић, Андрија Одаловић, Слободан, Миле, Новица и Момир Јанићијевић, Станимир и Боско Декић, Саша и Љубиша Цвејић, Никола Стојановић и Миодраг Тепсић. Жетеоци су седам дана пре злочина тражили заштиту од КФОР-а, док буду радили на својим њивама, али је њихова молба одбијена. Након што је откривено четрнаест тела жртава, Канадске трупе КФОР-а блокирале су село. Тела су потом транспортована у болницу у Приштини да би била идентификована.

## Реакције
Бернар Кушнер, шеф УНМИК-а, рекао да је "ужаснут" масакром и обећао да ће "починиоце извести пред лице правде без одлагања." Понудио је и награду од милион немачких марака сваком ко открије наручиоце и починиоце, како је рекао, овог гнусног злочина. Луиз Арбур, главни тужилац Хашког трибунала, рекла је да је она "озбиљно забринута" и позвала на "хитну истрагу масакра."
Председник СРЈ Слободан Милошевић је окривио међународне мировне снаге за масакр, а генерал Војске Југославије Небојша Павковић је запретио да ће послати југословенске трупе назад на Косово, уколико Уједињене нације нису у стању да контролишу покрајину.

## Истрага
УНМИК полиција је у октобру 2007. године ухапсила Мазљума Битићија, из села Велики Алас код Липљана због сумње да је учествовао у масакру. Битићи је, после два месеца, услед недостатка доказа пуштен из притвора.